# 676

## Decese
- 17 iunie: Papa Adeodat al II-lea  (n. ?)